# 米村貴裕
米村 貴裕（よねむら たかひろ、1974年 - ）は、日本の小説家、ITライター。

## 人物
神奈川県横浜市生まれ。吹田市立西山田中学校、関西大倉高等学校を経て、近畿大学生物理工学部卒。近畿大学大学院修了、2003年博士（工学）号取得。2001年在学中に大学発ベンチャー、有限会社イナズマを起業。現在、有限会社イナズマ取締役・大学非常勤講師を兼務。ペーパークラフトやIT関連事業、企業会員であるSDGsを通じたサービス提供などと並行し、ビジネスからSF文芸書籍までの執筆と研究活動を行う。作家としての活動は海外まで展開している。2006年開発したソフトウェア「紙龍」が文化庁・メディア芸術祭「審査委員会推薦作品」に認定。2007年著書『やさしいC++ Part2』が文化庁・メディア芸術祭にノミネート。2012年、2022年 論文誌NICOGRAPHに研究成果が掲載される。2018年近畿大学と書籍制作で「産学連携プロジェクト」（コラボ）を締結した。2020年、2021年、2022年、2024年、2025年 芸術科学会学会誌DiVA Art Displayに成果物が採録掲載される。音楽活動もA-Rumenoy名義で行っている。

## 著書
- "Recycled Brain Part One" (2025年、w: eigoMANGA、ISBN 9798893721836)
- リサイクルブレイン 後編 《異界の生命》 (2024年、銀河企画、ISBN 9784909793195)
- リサイクルブレイン 前編 《夢幻の生命》 (2024年、銀河企画、ISBN 9784909793188)
- デジタルペーパークラフト『紙龍』の秘密 (2023年、銀河企画、ISBN 9784909793126)
- "Beast Code" (2022年、w: eigoMANGA、ISBN 9780578390604)
- リサイクル・ブレイン (2022年、リーダーズノート社、ISBN 9784910805078)
- ビースト・コード (2020年、リーダーズノート社、ISBN 9784903722825)
- 小学生と親が楽しむ 初めてのプログラミング (2020年、さくら舎、ISBN 9784865812466)
- ビースト・ゲート (2019年、みらいパブリッシング、ISBN 9784434256288)
- カンタン。タノシイ。カッコイイ。小学生からのプログラミング Small Basicで遊ぼう!! (2017年、みらいパブリッシング、ISBN 9784434235511)
- 知ってライバルに勝てるITのスゴワザ パソコンからスマホまで （2015年、本の泉社、ISBN 9784780712049）
- パソコンでつくるペーパークラフト スタート1 （2009年、工学社、ISBN 9784777514151）
- パソコントラブル解決事典 （2008年、工学社、ISBN 9784777514120）
- やさしいJAVA （2008年、工学社、ISBN 9784777513758）
- パソコンでつくるペーパークラフト2 （2006年、工学社、ISBN 477751224X）
- やさしいC++ Part2 （2006年、工学社、ISBN 9784777512591）
- やさしいC++ （2006年、工学社、ISBN 9784777512096）
- ユウタとりゅうとケナフのタネ （2005年、ユニ出版社、ISBN 9784946450273）
- パソコンでつくるペーパークラフト （2005年、工学社、ISBN 4777511219）

その他、SF小説やPC/IT/プログラミング関係の解説書が60数冊ある。